# Dune II

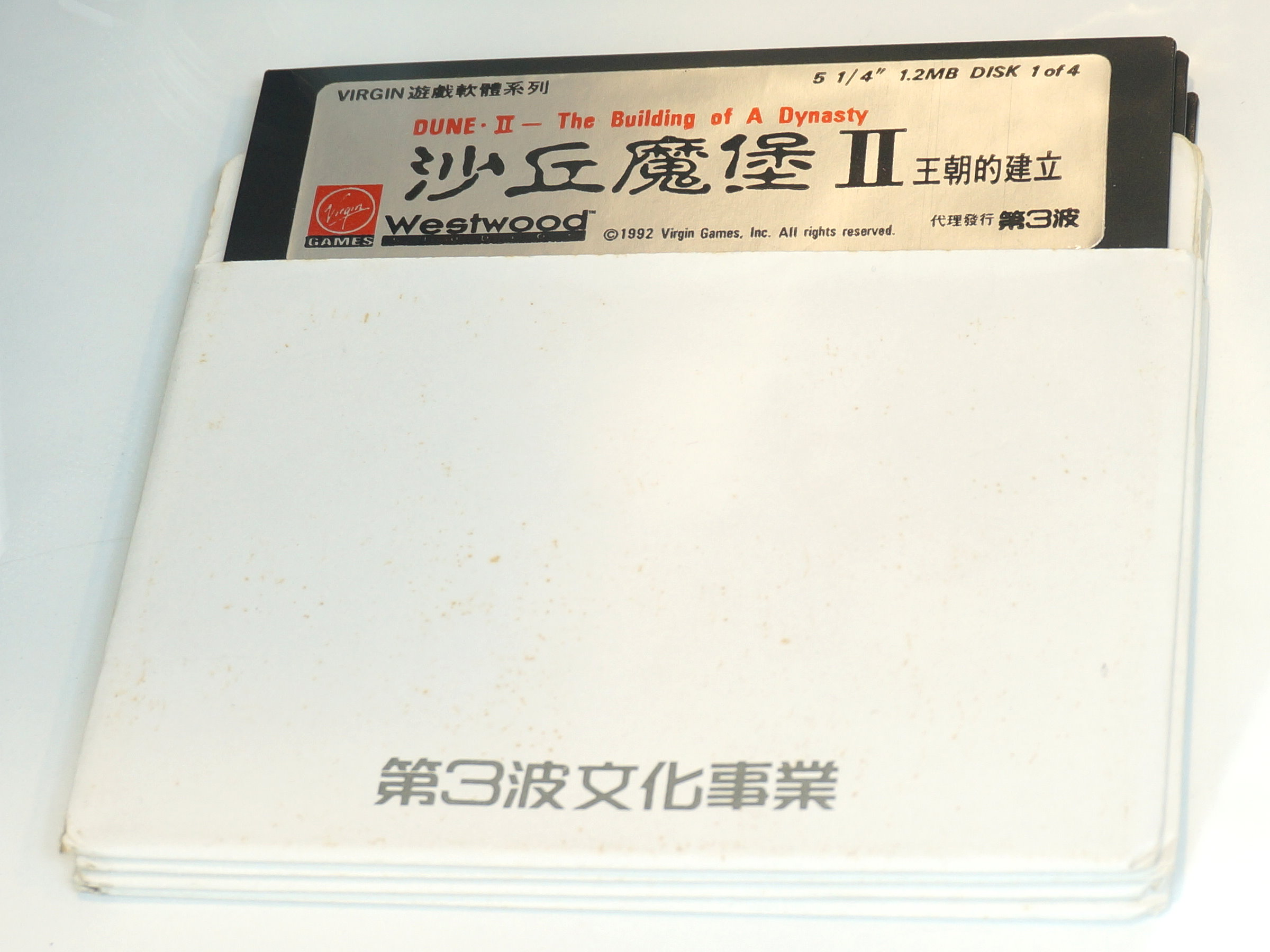
disquete da terceira onda do empreendimento cultural "Dune Devil II" foi exibido na vitrine.

Dune II: The Building of a Dynasty (renomeado para Dune II: Battle for Arrakis na Europa e para o porte para Mega Drive/Genesis) é um jogo da franquia Dune lançado em 1992 por Westwood Studios. É baseado no filme Dune de 1984 de David Lynch, uma adaptação do romance de mesmo nome de ficção científica de Frank Herbert.
Embora não seja o primeiro jogo de estratégia em tempo real (Stonkers, The Ancient Art of War e Herzog Zwei o precederam), Dune II estabeleceu o formato que seria seguido nos anos seguintes, e foi o primeiro a usar o mouse para mover as unidades, permitindo que os jogadores interagissem mais facilmente com suas tropas. Assim, Dune II é o arquétipo de um jogo de estratégia em tempo real. Balanceando complexidade e inovação, foi um grande sucesso e fez a fundação para as séries posteriores Command & Conquer, Warcraft e Starcraft, e muitos outros jogos de RTS.

## Recepção
O site IGN incluiu o jogo na sua lista de "dez mais influentes jogos de todos os tempos".